# Spinasterol
α-Spinasterol es un fitosterol encontrado en una variedad de fuentes vegetales tales como las espinacas, de la que recibe su nombre.
El producto químico fue encontrado recientemente de Gordonia ceylanica, y era la primera vez que este producto químico se encuentra desde especies de Gordonia.